# Подгруппа никеля
Подгру́ппа ни́келя — химические элементы 10-й группы периодической таблицы химических элементов (по устаревшей классификации — элементы побочной подгруппы VIII группы).
В группу входят никель Ni, палладий Pd и платина Pt. На основании электронной конфигурации атома к этой же группе относится и элемент дармштадтий Ds, искусственно синтезированный в 1994 году.

## Свойства
Два элемента группы — палладий и платина — относятся к семейству платиновых металлов. Как и в других группах, члены 10-й группы элементов проявляют закономерности электронной конфигурации, особенно внешних оболочек, в результате чего у элементов этой группы проявляется сходство физических свойств и химического поведения:
Некоторые свойства элементов 10-й группы
| Атомный номер | Химический элемент | Электронная оболочка    | Атомный радиус, нм | Плотность, г/см³ | tпл, °C | tкип, °C | ЭО   |
| ------------- | ------------------ | ----------------------- | ------------------ | ---------------- | ------- | -------- | ---- |
| 28            | никель             | 2, 8, 16, 2             | 0,124              | 8,9              | 1453    | 2730     | 1,91 |
| 46            | палладий           | 2, 8, 18, 18            | 0,137              | 12,0             | 1554    | 2937     | 2,20 |
| 78            | платина            | 2, 8, 18, 32, 17, 1     | 0,139              | 21,4             | 1769    | 3800     | 2,28 |
| 110           | дармштадтий        | 2, 8, 18, 32, 32, 17, 1 |                    |                  |         |          |      |

Металлы 10-й группы имеют цвет от белого до светло-серого, обладают сильным блеском, устойчивостью к потускнению (окисления) при нормальных условиях, очень ковкие, имеют степень окисления от +2 до +4, а при специальных условиях +1. Существование состояния +3 дискутируется, поскольку такое состояние может быть кажущимся, созданным состояниями +2 и +4. Теория предполагает, что металлы группы 10 могут при определённых условия иметь степень окисления +6, но это ещё предстоит доказать окончательно в лабораторных опытах.

## История
Никель открыт в 1751 г. Однако задолго до этого саксонские горняки хорошо знали руду, которая внешне походила на медную руду и применялась в стекловарении для окраски стёкол в зелёный цвет. Палладий открыт английским химиком Вильямом Волластоном в 1803 году. Волластон выделил его из платиновой руды, привезённой из Южной Америки. Платина была неизвестна в Европе до XVIII века. Впервые в чистом виде из руд платина была получена английским химиком У. Волластоном в 1803 году. В России ещё в 1819 году в россыпном золоте, добытом на Урале, был обнаружен «новый сибирский металл». Сначала его называли белым золотом, платина встречалась на Верх-Исетских, а затем и на Невьянских и Билимбаевских приисках. Богатые россыпи платины были открыты во второй половине 1824 года, а на следующий год в России началась её добыча.
Дармштадтий искусственно синтезирован в 1994 в Центре исследований тяжёлых ионов (нем. Gesellschaft für Schwerionenforschung, GSI), Дармштадт. Новый элемент был получен в реакции слияния атомов никеля и свинца в результате бомбардировки свинцовой мишени ионами никеля, ускоренными в ускорителе ионов UNILAC в GSI.

## Распространение в природе и биосфере
Никель довольно распространён в природе — его массовое содержание в земной коре составляет около 0,01 %. В земной коре встречается только в связанном виде, в железных метеоритах содержится самородный никель (до 8 %). Палладий — один из наиболее редких элементов, его средняя концентрация в земной коре 1⋅10−6 % по массе. Платина тоже один из наиболее редких элементов, её средняя концентрация в земной коре 5⋅10−7 % по массе. Оба металла встречаются в самородном виде, в виде сплавов и соединений.
Никель относится к числу микроэлементов, необходимых для нормального развития живых организмов. Известно, что никель принимает участие в ферментативных реакциях у животных и растений. В организме животных он накапливается в ороговевших тканях, особенно в перьях. Повышенное содержание никеля в почвах приводит к эндемическим заболеваниям — у растений появляются уродливые формы, у животных — заболевания глаз, связанные с накоплением никеля в роговице.
Палладий и платина в неощутимо малых количествах и не выполняя никакой роли, по некоторым данным, присутствуют в живых организмах.

## Применение
Никель является основой большинства суперсплавов — жаропрочных материалов, применяемых в аэрокосмической промышленности для деталей силовых установок. Никелирование — создание никелевого покрытия на поверхности другого металла с целью предохранения его от коррозии. Производство железо-никелевых, никель-кадмиевых, никель-цинковых, никель-водородных аккумуляторов. Никель широко применяется при производстве монет во многих странах. Также никель используется для производства обмотки струн музыкальных инструментов.
Палладий часто применяется как катализатор, в основном в процессе гидрогенизации жиров и крекинге нефти. Палладий и сплавы палладия используется в электронике — для покрытий, устойчивых к действию сульфидов (преимущество перед серебром). Покрытия из палладия применяются для нанесения на электрические контакты для предотвращения искрения. Банк России чеканил из палладия памятные монеты в очень ограниченном количестве. В некоторых странах незначительное количество палладия используется для получения цитостатических препаратов — в виде комплексных соединений, аналогично цис-платине.
Платина применяется как катализатор (чаще всего в сплаве с родием, а также в виде платиновой черни — тонкого порошка платины, получаемой восстановлением её соединений). Платина применяется в ювелирном и зубоврачебном деле, а также в медицине. Платина и её сплавы широко используются для производства ювелирных изделий. Ежегодно мировая ювелирная промышленность потребляет около 50 тонн платины. Российский спрос на ювелирную платину составляет 0,1 % от мирового уровня. Платина, золото и серебро — основные металлы, выполняющие монетарную функцию. Однако платину стали использовать для изготовления монет на несколько тысячелетий позже золота и серебра. Первые в мире платиновые монеты были выпущены и находились в обращении в Российской империи с 1828 по 1845 год. Выпускаемые разными странами в настоящее время платиновые монеты являются инвестиционными монетами. В период с 1992 по 1995 год инвестиционные платиновые монеты номиналами 25, 50 и 150 рублей выпускал Банк России.

## Галерея

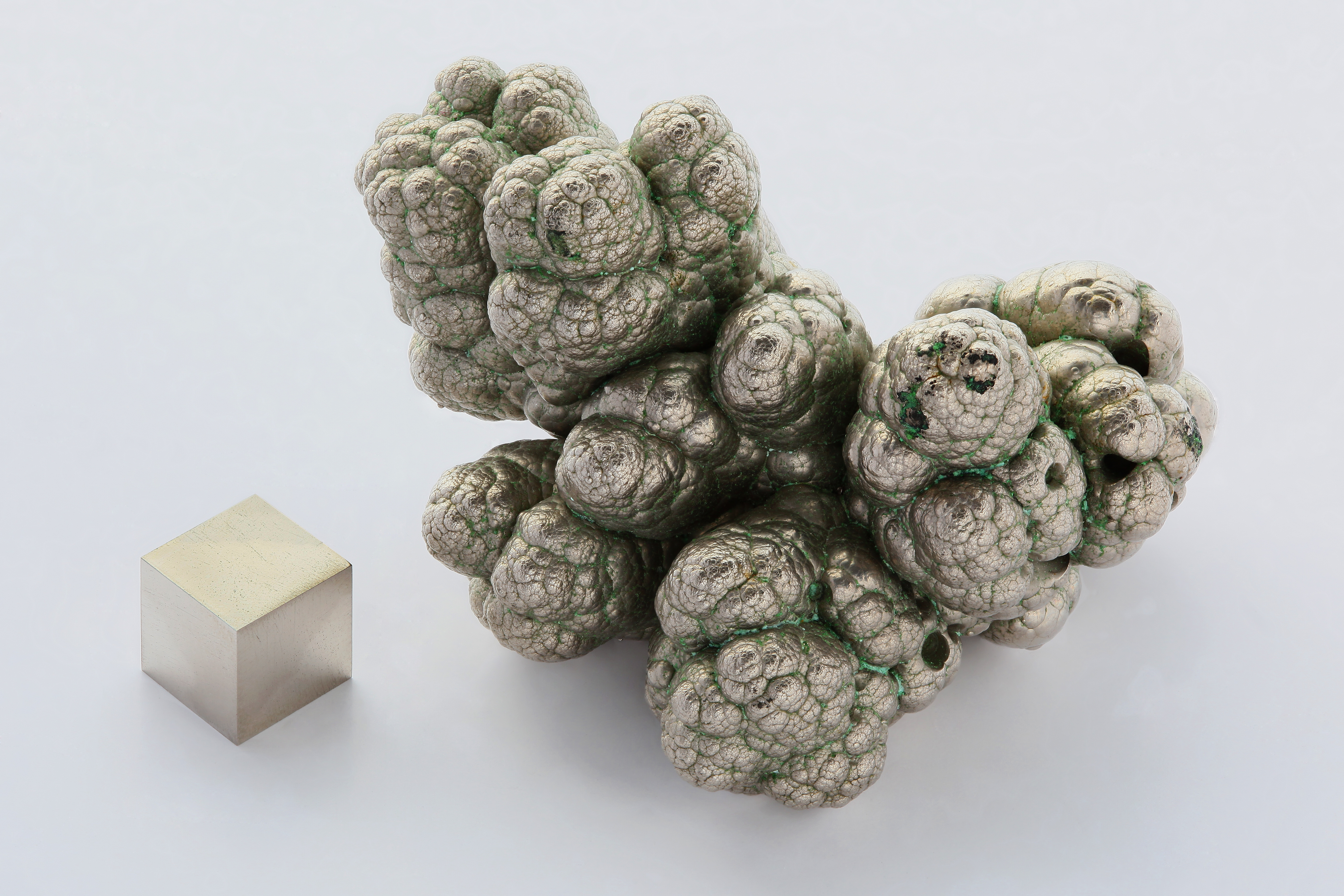
Кусок никеля, полученный электролизом. Серовато-глянцевитый металл
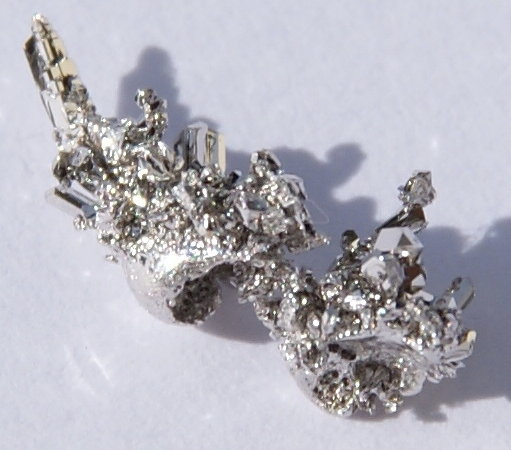
Кристалл палладия. Серебристо-белый мягкий вязкий ковкий металл
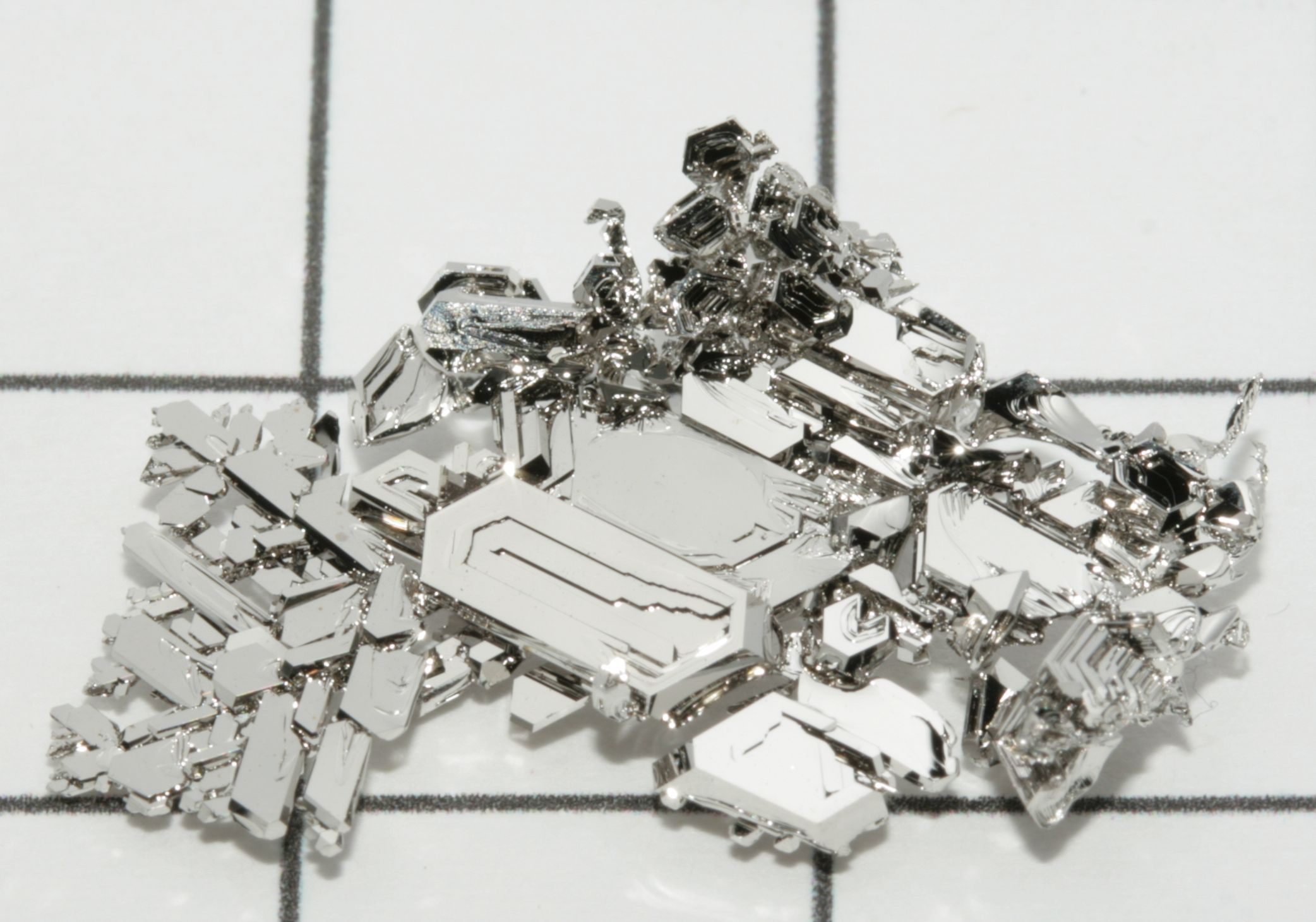
Кристаллы чистой платины. Тяжёлый, мягкий серебристо-белый металл